# Еллен Тране Норбю
Еллен Тране Норбю (дан. Ellen Trane Nørby; нар. 1 лютого 1980, Гернінг) — данська політична діячка з партії Венстре.

## Біографічні відомості
У 2005 році вона отримала ступінь магістра у галузі історії мистецтва в Університеті Копенгагена, у тому ж університеті протягом двох років також вивчала політологію.
У 1999 році вона стала віцепрезидентом Європейської ліберальної молоді, з 2002 по 2004 рік очолювала цю організацію. У 2004 році вона була призначена віцепрезидентом данської частини Європейського міжнародного руху, з 2012 по 2013 рік протягом декількох місяців вона очолювала його.
У 2005 році вона була вперше обрана членом Фолькетінгу.
28 червня 2015 увійшла до уряду Ларса Люкке Расмуссена як міністр дітей, освіти та гендерної рівності.